# اندیس باریت حاجی‌آباد
باریت حاجی آباد یک اندیس غیرفلزی است که در حوالی شهر ابهر استان قزوین قرار دارد و مادهٔ معدنی موجود در آن، باریت است.سنگ میزبان این اندیس توفها و سنگهای پیروکلاستیک سازند کرج است و دیرینگی آن به دوران ائوسن می‌رسد. در این اندیس، پاراژنز‌های کوارتز یافت می‌شوند.